# Montherlant (Oise)
Montherlant foi uma comuna francesa na região administrativa de Altos da França, no departamento de Oise. Estendia-se por uma área de 5,18 km². Em 2010 a comuna tinha 138 habitantes (densidade: 26,6 hab./km²).
Em 1 de janeiro de 2015, passou a formar parte da comuna de Saint-Crépin-Ibouvillers.